# Бьянки, Патрицио
Патрицио Бьянки (итал. Patrizio Bianchi; род. 28 мая 1952, Коппаро) — итальянский экономист и политик, министр просвещения Италии (2021—2022).

## Биография
Родился 28 мая 1952 года в Коппаро. В 1976 году окончил политологический факультет Болонского университета, где учился у Романо Проди и Альберто Куадрио Курцио, продолжил образование в Лондонской школе экономики и политических наук, окончив её в 1980 году. С 1982 года преподавал в Болонском университете, с 1989 года — экстраординарный профессор политической экономии университета Удине, с 1994 года — ординарный профессор политэкономии Болонского университета. В 1997 году пришёл в Феррарский университет, с 2004 по 2010 год — его ректор.
Состоял в администрации региона Эмилия-Романья при двух губернаторах — Васко Эррани и Стефано Боначчини, возглавляя ведомства просвещения, университетов и труда (в этом качестве организовывал ремонтные работы в школьных зданиях, пострадавших от землетрясения 2012 года). В 2020 году министр просвещения Лучия Адзолина ввела Бьянки в группу экспертов, разрабатывавших план открытия школ в сентябре 2020 года в условиях эпидемии COVID-19.
13 февраля 2021 года получил портфель министра просвещения при формировании правительства Драги.
22 октября 2022 года было сформировано правительство Мелони, в котором Бьянки не получил никакого назначения.

## Семья
В 1984 году женился на Лауре Табарини (Laura Tabarini), в их семье есть двое сыновей: Лоренцо (род. 1988) и Антонио (род. 1992).

## Труды
- Politiche pubbliche e strategie dell’impresa nell’industria europea del cemento, Il Mulino, Bologna, pp. 1-162, 1980
- Il controllo dei prezzi. Un confronto internazionale, Franco Angeli, Milano, pp. 1-140, 1982
- Public and Private Control in Mass Product Industry: The Cement Industry Cases, MartinusNijhoff Publisher, London, pp.1- 140, 1983
- Divisione del lavoro e ristrutturazione industriale, Il Mulino, Bologna, pp. 1-130, 1984
- Antitrust e gruppi industriali, Il Mulino, Bologna, pp. 1-300, 1988
- Industrial Reorganization and StructuralChange in the Automobile Industry, Collana di Economia Applicata, Bologna University Press, Bologna, pp. 1-142, 1989
- L’amministrazione dell’industria e del commercio estero, (P.Bianchi and M. G. Giordani eds.), Il Mulino, Bologna, pp. 1-270, 1990
- Produzione e potere di mercato, Ediesse, Roma, pp. 1-270, 1991
- Concorrenza e controllo delle concentrazioni in Europa, (P.Bianchi and G. Gualtieri eds.), il Mulino, Bologna, pp. 1-502, 1993
- Technology and Human Resources in Europe after Maastricht, (P. Bianchi e M. Carnoyeds.) International Journal of Technology Management, vol.9, n. ¾, 1994
- Europe’s Economic Challenge, (P. Bianchi, K. Cowling, R. Sudgeneds.) Routledge, London-New York, pp. 1-216, 1994
- L’Europa smarrita, Vallecchi Editore, Firenze, pp. 1-180, 1995
- Le politiche industriali dell’Unione Europea, Il Mulino, Bologna, pp. 1-250, 1995
- Cambiamento delle istituzioni economiche e nuovo sviluppo in Italia e in Europa, (S. Beretta e P. Bianchi eds.), Il Mulino, Bologna, pp.1 −410, 1996
- Costruir el mercado. Lecciones de la Unión Europea: el desarrollo de la instituciones y de las políticas de competitividad, Universidad Nacional de Quilmes, Buenos Aires, pp. 1-260, 1997
- Industrial Policies and Economic Integration. Learning from European Experiences, Routledge, London, pp. 1-240, 1998
- Construir el Mercado, nueva edicion, Pagina/12 editorial, Buenos Aires, 1998
- InnovacionY Territorio, Politicas para pequeña empresas, (with L.M. Miller), Editorial JVS, Mexico City p. 1-280, 1999
- Politiche industriali dell’Unione Europea, 2^ edizione ampliata, Il Mulino, Bologna, p. 1-326, 1999
- Le Api Audaci — Piccole Imprese e Dinamiche Industriali in Estremo Oriente (with M.R.De Tommaso and L.Rubini) — Franco Angeli -Milano — pp. 1-210, 2000
- La Rincorsa Frenata — L’industria italiana dall’unità nazionale all’unificazione europea, Il Mulino, Saggi, Bologna, pp. 1-330, 2002
- Technology, Information and Market Dynamics: TopicsInAdvanced Industrial Organization, (P.Bianchi and L. Lambertini eds.), E. Elgar, London, 1 — 212, 2003
- The Economic Importance of Intangible Assets, (P.Bianchi and S. Labory eds.), AshgateAcademic Pu. London, pp. 1- 202, 2004
- International Handbook on Industrial Policy, (P.Bianchi and S. Labory eds.), E. Elgar, Cheltenham, pp. 1- 464, 2006
- High Technology, Productivity and Networks, (P.Bianchi,M.D.Parrilli, R.Sugden eds.), Palgrave Pu., London, pp.1-254, 2008
- International Handbook on Industrial Policy (P.Bianchi and S.Labory eds.), II edition, 2008
- Le nuove politiche industriali dell’Unione Europea, (con S.Labory), Il Mulino, pp. 1 — 243, Bologna, 2009
- Le politiche industriali alla prova del futuro (P.Bianchi and C.Pozzi eds.), Bologna, Il Mulino, 2010.
- Industrial Policies after the Crisis. Seizing the Future, (with S.Labory), E.Elgar, Cheltenham, pp. 1 −150, 2011
- La rincorsa frenata. L’industria italiana dall’unità nazionale alla crisi globale. Nuova edizione. Il Mulino, Bologna, pp. 1 −346, 2013
- Globalizzazione, crisi e ristrutturazione industriale, McGraw-Hill Education, Milano, pp. 1 — 190, Milano-New York, 2014
- Manufacturing Reinassance (con S.Labory), Revue d’économie industrielle, numéro special (two issues), n.144, pp.1 −200, 2013 and n. 145, 1 — 200, 2014
- Toward a New Industrial Policy. Selected Papers (con S.Labory), Mc Graw Hill Education, Milano, pp. 1 — 190, Milano-New York, 2016
- Il Cammino e le orme. Industria e politica alle origini dell’Italia contemporanea, Il Mulino, Bologna, 2017
- Industrial policy for the manufacturing revolution: perspectives on digital globalisation, (P.Bianchi and S.Labory eds.), E.Elgar,Cheltenham, 2018
- 4.0 La nuova rivoluzione industriale, Il Mulino, Bologna 2018
- Nello specchio della scuola. Quale sviluppo per l’Italia, Il Mulino, Bologna, 2020